# Cheiracanthium mildei
Cheiracanthium mildei (L. Koch, 1864) è un ragno appartenente alla famiglia Cheiracanthiidae.

## Descrizione

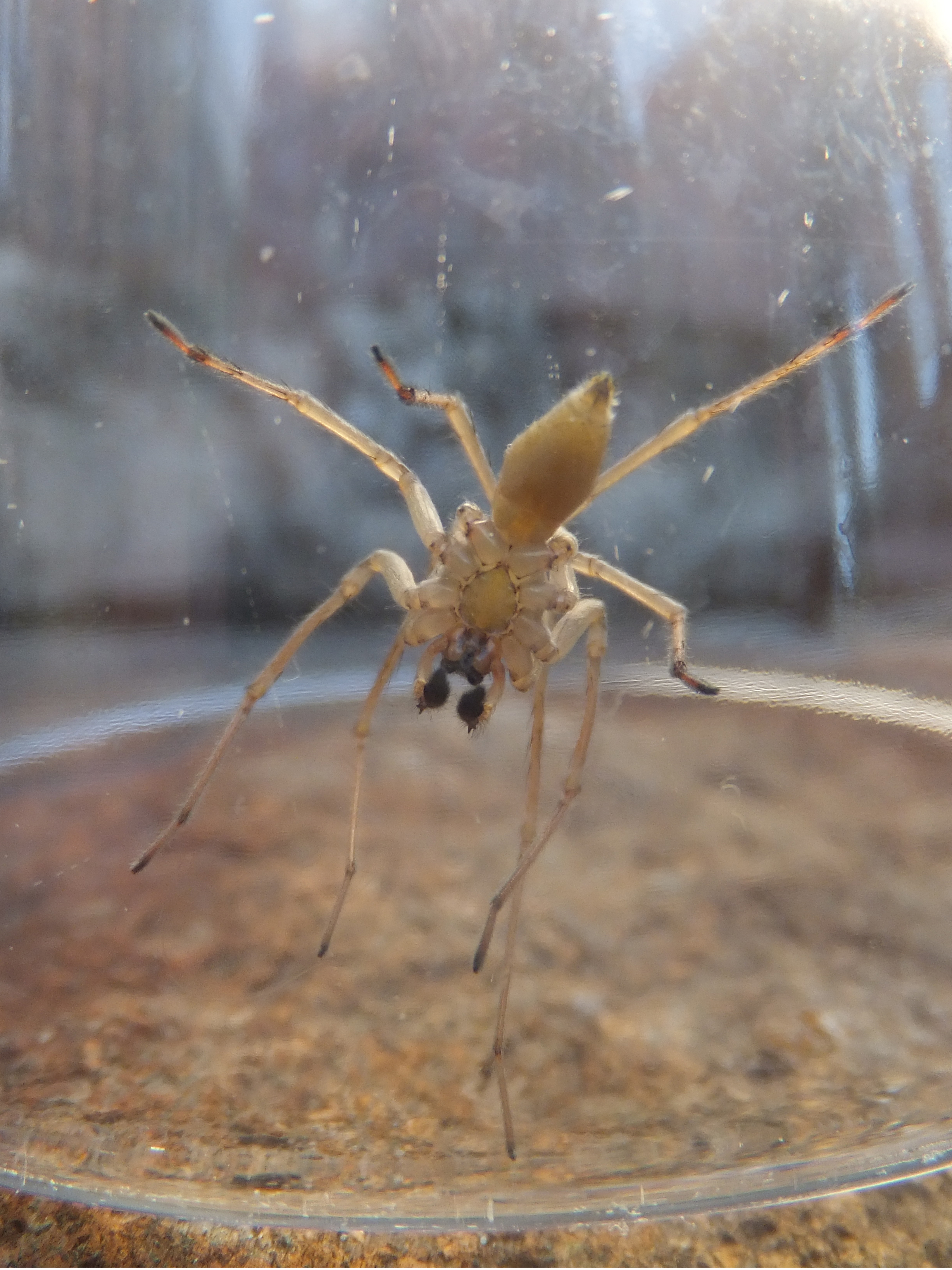
Vista ventrale di un maschio fotografato a Piazzo (Segonzano, Trentino-Alto Adige)

Si tratta di un ragno dall'aspetto piuttosto anonimo, di colore tipicamente giallognolo, paglierino, verdognolo o marroncino chiaro (ma l'addome può variare a seconda delle prede recenti); i tarsi sono spesso più scuri. Da adulto, può raggiungere i 4,1-7,6 mm nei maschi, e i 4,8-9,2 mm nelle femmine; gli esemplari giovani sono di aspetto simile agli adulti, ma più piccoli. Il primo paio di zampe è più lungo degli altri tre, e tutte le zampe terminano, nei maschi maturi, con due piccoli apofisi/speroni di pari lunghezza (laddove la specie congenere Cheiracanthium inclusum ne ha uno solo o due di diversa lunghezza).
Le varie specie di Cheiracanthium sono piuttosto somiglianti le une alle altre; l'identificazione si limita spesso al genere, con l'esclusione di alcune specie, e la corretta determinazione può essere effettuata, spesso, solo con analisi al microscopio; una caratteristica saliente è, nella femmina, una barra orizzontale a metà dell'epigino.

## Biologia
È una specie cacciatrice attiva di notte, che si apposta tra due foglie oppure all'interno di una foglia arrotolata appositamente; è molto frequente rivenirlo all'interno di grappoli d'uva. La tela viene costruita in una foglia arrotolata, sotto corteccia o sassi o, spesso, all'interno delle abitazioni umane, ma viene usata solo quando il ragno non è attivo. 
Le femmine si accoppiano probabilmente una sola volta durante il ciclo vitale, ma possono arrivare a produrre fino a cinque ovisacche, ciascuna contenente mediamente una quarantina di uova; al momento di deporre le uova, tipicamente la femmina sigilla sé stessa all'interno della tela assieme ad esse, e rimane a fare loro la guarda fino a che i piccoli non emergono. La tela è di seta bianca e di forma variabile, adattandosi allo spazio che va a riempire; si tratta generalmente di un sacco, che mediamente misura 15x23,5 mm. 
Si ciba principalmente di piccoli invertebrati (perlopiù insetti). In caso di minaccia (cioè generalmente se il ragno si trova intrappolato nei vestiti), Cheiracanthium mildei morde prontamente; la morsicatura è dolorosa, ma di rilevanza medica minore; il dolore persiste per circa due ore e può causare arrossamento, gonfiore e prurito o, al più, mal di testa e nausea, sintomi che generalmente si risolvono in fretta. Sebbene, storicamente, al veleno di questo ragno siano state attribuità proprietà necrotiche, ciò è falso.

## Distribuzione

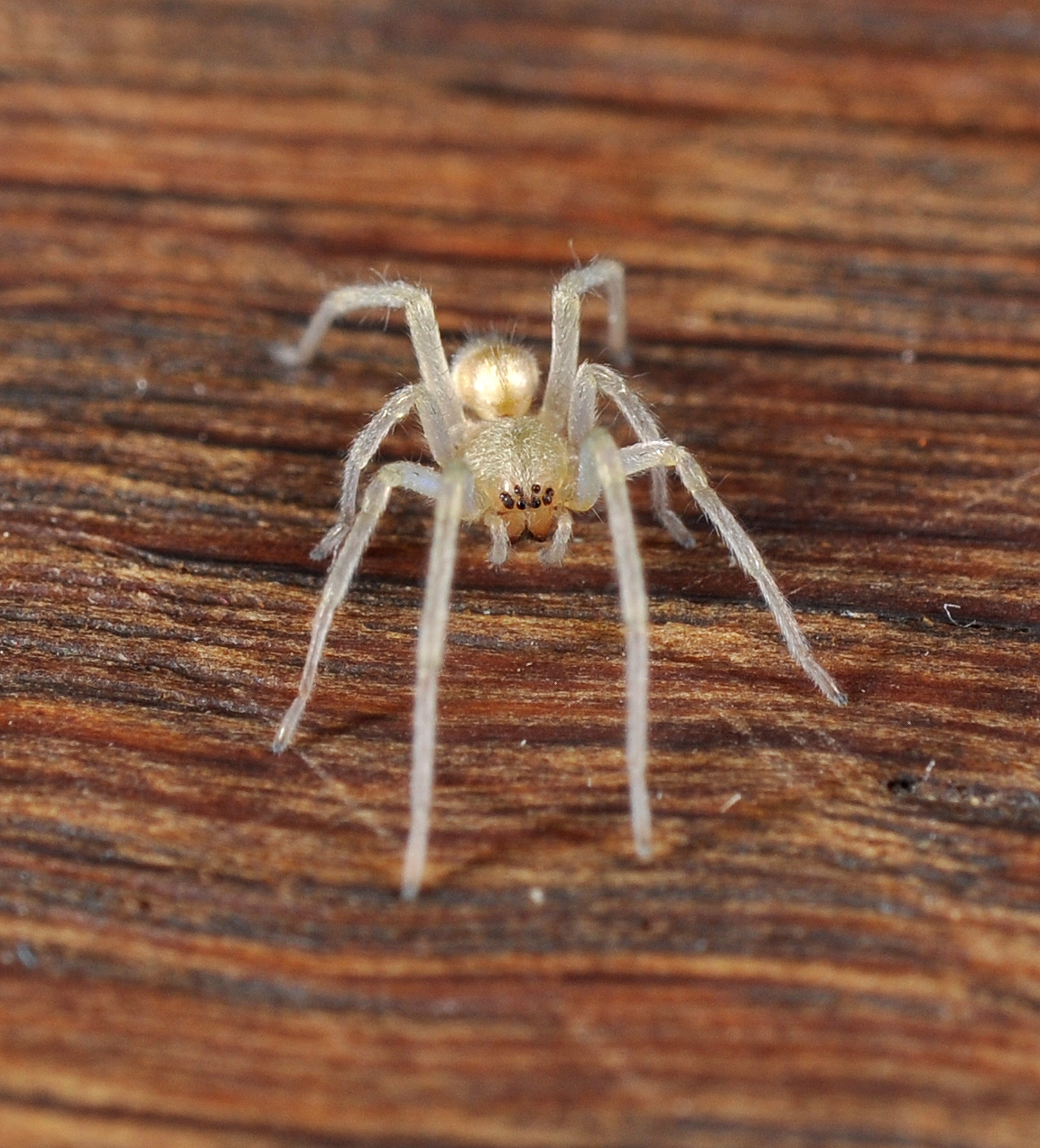
Esemplare giovane

È diffuso nativamente in gran parte d'Europa (è documentato dalla penisola iberica ad ovest fino alla Polonia, all'Ucraina e al Caucaso ad est), in Turchia, Vicino Oriente e Nordafrica; è stato introdotto in Nord America e in Argentina a partire dagli anni Quaranta.